# Jacques de Vaucanson

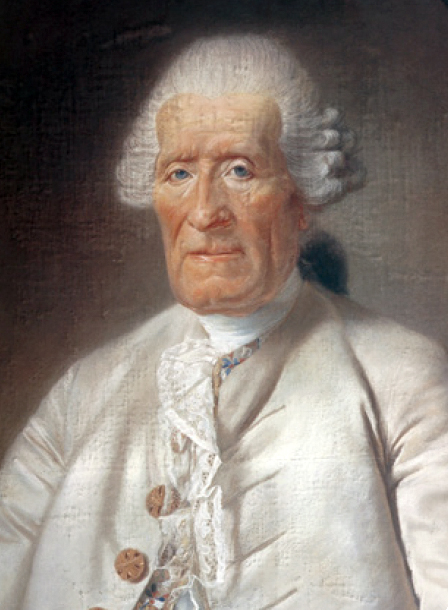
Jacques de Vaucanson, gemalt von Joseph Boze, ca. 1782, Paris, Académie des sciences.

Jacques Vaucanson, seit 1764 Jacques de Vaucanson, (* 24. Februar 1709 in Grenoble; † 21. November 1782 in Paris) war ein französischer Ingenieur und Erfinder, der insbesondere für seine Automaten und Webstühle bekannt wurde.

## Werdegang
Jacques Vaucanson wurde 1709 als jüngstes von zehn Kindern des Handschuhmachers Jacques Vocanson und seiner Frau Dorothée Lacroix geboren. Vaucansons Familie stammte aus der Ardèche, nach einem Aufenthalt in Toulouse war sie nach Grenoble übergesiedelt. Vaucanson besuchte von 1715 bis 1717 ein Jesuitenkolleg in seiner Geburtsstadt. Im April 1716 starb sein Vater, woraufhin Vaucanson bis 1721 bei den Oratoriern in Juilly zur Schule ging. Dort fiel er erstmals durch die Konstruktion eines mechanischen Bootes auf. 1721 bis 1723 kehrte er zu den Jesuiten zurück, ehe er 1725 als Novize dem Minimiten-Orden in Lyon beitrat. Eine Präsentation seiner Automaten vor kirchlichen Würdenträgern wurde zum Skandal, woraufhin die Maschinen zerstört und Vaucanson 1727 aus dem Orden entlassen wurde.

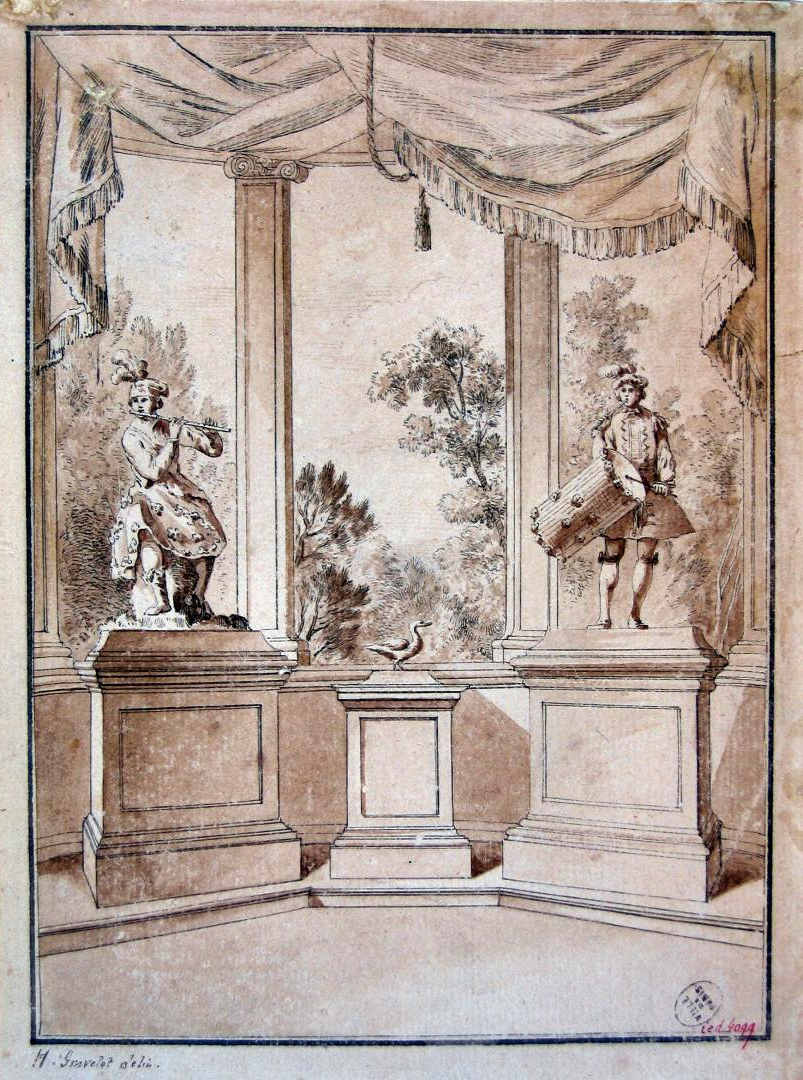
Les automates de Vaucanson, 1738. Vorbereitende Zeichnung von Hubert-François Gravelot für das Frontispiz von Vaucansons Veröffentlichung.

Mit Unterstützung des Finanziers Samuel Bernard konnte Vaucanson 1728 bis 1731 in Paris Mechanik, Physik und Anatomie studieren. 1731 ging Vaucanson nach Rouen, wo er kurzzeitig als Novize dem Jesuitenorden beitrat. Wahrscheinlich entdeckte er dort durch den Chirurgen Claude-Nicolas Le Cat sein Interesse an Androiden. Bei der Präsentation seines ersten Exemplars lernte er den Kanoniker Jean Colvée kennen, der dem verschuldeten Erfinder 2400 Livres lieh. Dadurch wurde die Produktion von Vaucansons berühmtesten Automaten in den Jahren 1738 und 1739 möglich: ein Flötenspieler, ein flötenspielender Trommler und die mechanische Ente. Innerhalb von zwei Monaten kamen 2000 Menschen an den Ausstellungsort, das Hôtel de Longueville, um die Automaten zu sehen.
Im Juni 1741 ernannte ihn Kardinal Fleury zum Generalinspekteur der französischen Seidenmanufakturen, mit einem jährlichen Gehalt von 6000 Livres. Vaucanson studierte nun zusammen mit Philibert Orry die Seidenindustrie in Frankreich und im Piemont, damals auf diesem Gebiet führend. Für sein Pläne, die Lyoner Seidenindustrie zu erneuern, gaben die reichen Fabrikanten 600.000 Livres. Vaucanson wurde durch diese Allianz allerdings 1744 zum Ziel der aufständischen Arbeiter und musste im August 1744 nach Paris fliehen. Ergebnis des Aufstands war eine Gesetzesänderung, die Vaucansons Pläne zunichtemachte.
Vaucanson ließ sich 1746 im Hôtel de Mortagne in der Rue de Charonne in Paris nieder und heiratete 1753 Madeleine Rey. Seine Frau starb nur wenige Monate später im Kindbett. Seine Tochter Angélique Victoire de Vaucanson (1753–1820) heiratete 1771 François, Comte de Salvert. Seine Maschinen nahmen im Haus viel Platz ein, Vaucanson beschäftigte einen Tischler, einen Schmied und einen Dreher. 1745 stellte er einen automatischen Webstuhl für einfarbige Stoffe her, was ihm erneut zu weiter Bekanntheit verhalf. Für die Erfindung erhielt er 15.000 Livres und eine Pension von 1500 Livres. Aufgrund dieses Erfolgs wurde er 1746 in die Académie des sciences gewählt. Im Januar 1748 entwickelte Vaucanson auch einen automatischen Webstuhl für gemusterte Gewebe, für den er erneut 23.600 Livres und eine Pension erhielt.
Bis zu seinem Tod arbeitete er weiterhin an technischen Innovationen und Verbesserungen für die Textilindustrie.
Vaucanson starb 1782 in Paris. Er wurde in einer Seitenkapelle der Pariser Kirche Sainte-Marguerite begraben. Seine reiche Sammlung an eigenen und fremden Maschinen bildeten den Grundstein für die Bestände des Conservatoire national des arts et metiers.

## Erfindungen

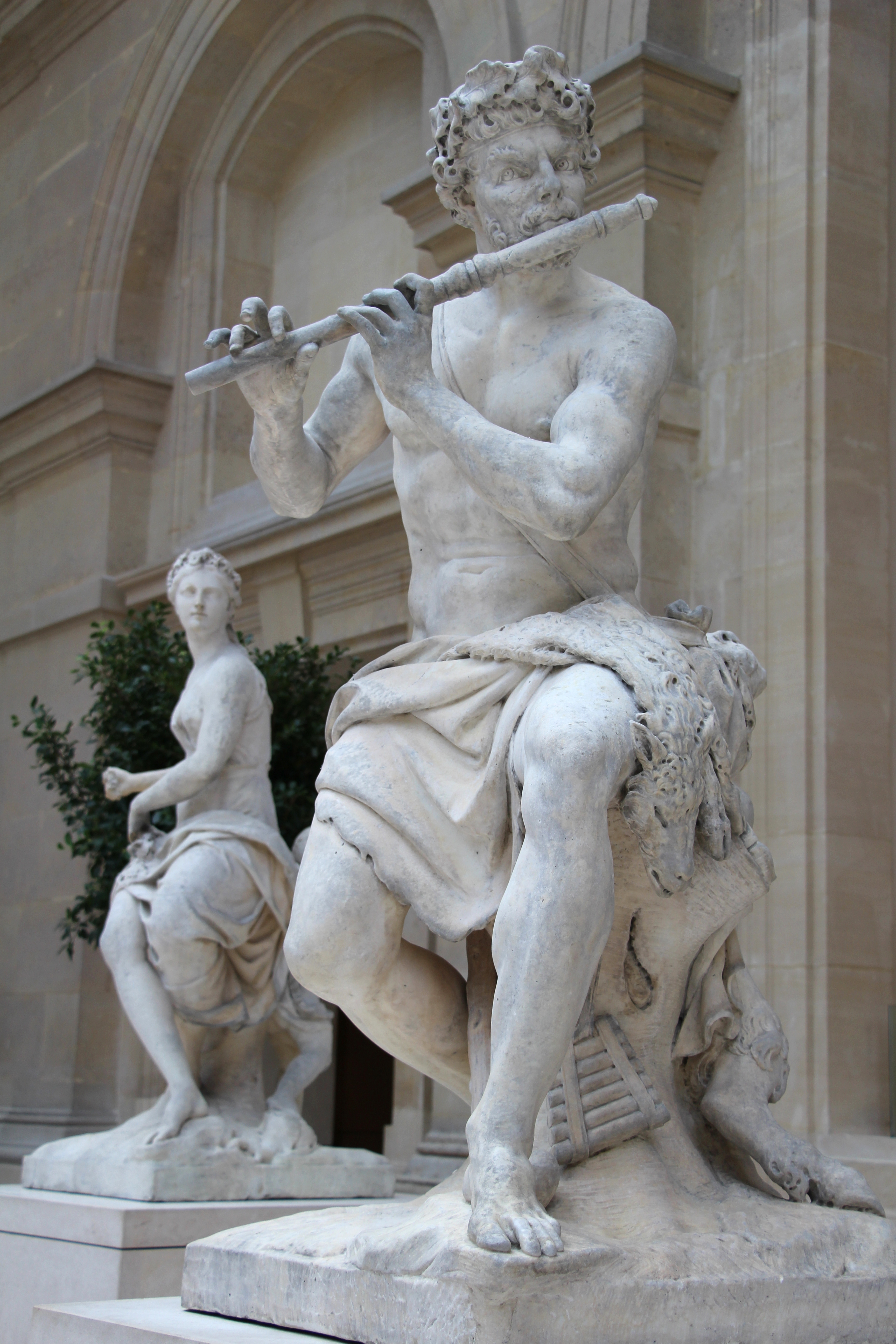
Berger flûteur (1709) von Antoine Coysevox, Vorbild für Vaucansons Flötenspieler. Paris, Musée du Louvre.

### Automaten
Vaucansons drei bekannteste Automaten entstanden 1738 und 1739: ein Flötenspieler, ein flötenspielender Trommler und die mechanische Ente.
Der Flötenspieler (Flûteur) präsentierte auf einem Stein sitzend auf einer Querflöte ein Repertoire von zwölf Liedern, er war einer Statue des Bildhauers Antoine Coysevox nachempfunden. Die Bewegungen der 1,50 Meter großen Figur basierten auf einer mechanischen Stiftwalze mit zwei Bewegungsrichtungen. Dabei bewegte er Hände und Lippen und drehte sich in verschiedene Richtungen, was durch ein Schneckengetriebe bewirkt wurde. Über der Walze lagen mehrere Stiftreihen.
Der Flötenspielende Trommler, auch Provenzalischer Hirte genannt, spielte eine Einhandflöte und eine Tabor, seine Musik wurde von Zeitgenossen sehr gelobt. 1738 stellte Vaucanson seine drei Automaten der Académie des sciences vor und publizierte eine ausführliche Beschreibung. Die Ente und der Flötenspieler wurden auch in der Encyclopédie erwähnt. Alle drei Automaten standen auf großen Postamenten, in denen die Mechanik verborgen war.

Als sein Meisterwerk gilt die Mechanische Ente. Der Automat aus vergoldetem Kupfer bestand aus mehr als 400 beweglichen Einzelteilen, darunter erstmals eine bewegliche Röhre aus Kautschuk. Er konnte mit den Flügeln flattern, schnattern und Wasser trinken. Die Ente nahm Körner aus einer Hand auf, „verdaute“ sie in einer chemischen Reaktion in einem künstlichen Darm und schied sie daraufhin in naturgetreuer Konsistenz aus.

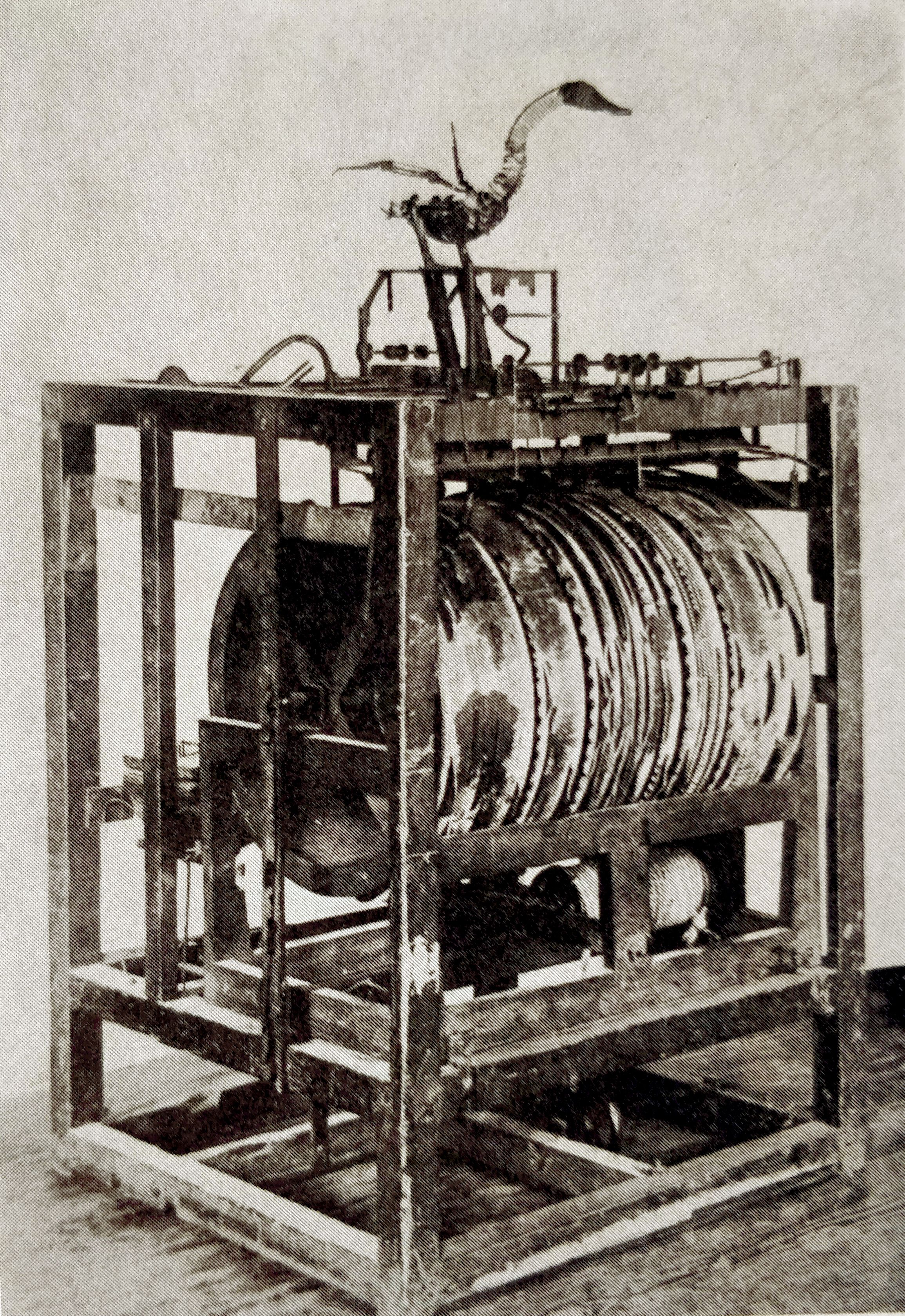
Vaucansons Mechanische Ente (zugeschrieben), Fotografie vor 1880.

Als Kronprinz Friedrich von Preußen durch Voltaire von den Erfindungen erfuhr, bot er 1740 über den preußischen Gesandten in Paris, Baron de Chambrier, Vaucanson ein Jahressalär von 12.000 Livres im Dienst seines Hofes, was Vaucanson jedoch ablehnte. Schon bald verkaufte Vaucanson die Nutzungsrechte an seinen drei berühmtesten Automaten an drei Kaufleute aus Lyon. In den folgenden Jahrzehnten reiste einer von ihnen, Dumoulin, mit den Automaten als Attraktionen durch Europa. Unter anderem waren sie 1742 im Londoner King’s Theatre zu sehen. 1743 verkaufte Vaucanson die Automaten für 40.000 Livres an die Kaufleute, die damit weiter tourten. 1746 waren sie in Strassburg, 1747 in Hamburg, 1748 wurden sie in Augsburg gezeigt, wie ein zeitgenössischer Bericht festhielt:
„Mit gnädiger Bewilligung Einer hohen Obrigkeit, werden allhier in dem Gast-Hof zu den 3. Mohren anheute die in ganz Europa so berühmte als zu bewundernde 3. Avtomatische Figuren, welche von dem Herren Vaucanson, Mitglied der Königl. Franzößischen Academie der Wissenschafften erfunden und verfertiget worden, zum erstenmal zu sehen seyn. Diese 3. Mechanische Kunst-Stücke, welche menschlichen Verstand zu übertreffen scheinen, und deren Werth allein von grossen Kennern eingesehen und erkläret werden kan, enthalten in ihrem innerlichen Bau, einen Zusammenhang von vielen Künsten und Wissenschafften, hauptsächlich aber sind es Meisterstücke der Anatomie, Physic, Mechanic und Music. Kennere werden dabey Nutzen und Vergnügen finden, curiose Liebhaber aber darüber erstaunen. Die erste Figur stellet einen sitzenden Mann vor in Lebens-Grösse von Holtz, welcher II. unterschiedliche Arien auf der Flute-Traversiere bläßt, mit eben der Annehmlichkeit und Fertigkeit, wie es dieses Instrument erfordert, und zwar mit gleicher Mittheilung der Luft in das Mund-loch, Greifung der Thöne, Bewegung der Finger, der Lippen und der Zunge, wie solches ein lebendiger Mensch zu thun pfleget. Die 2te ist eine Manns-Person von Pappendeckel, welche 20. unterschiedene Arien auf einer Pfeiffe, wie solche in der Provence geführet wird, und das schwerste blasende Instrument ist, nebst Rührung der Trommel mit der einen Hand, gleichfalls wie ein lebendiger Mensch bläset. Die 3te Figur ist eine Ente, von vergoldetem Meßing und Stahl, welche alle die Bewegungen, so eine lebendige Ente macht, nachahmet, von sich selbst das Essen u. Trincken hineinschluckt, verdauet, und wieder, wie einen ordentlichen Koth von sich gibt, nicht weniger die Flügel ober, unter sich und zur Seite schlägt, schnadert und alles dasjenige verrichtet, was eine natürliche Ente thun kan. Es ist unmöglich, alles so genau zu beschreiben, als es sich in der That befindet und im Werck selbsten zeigt, dahero nur noch dieses beygefüget wird, daß an einem einzigen Enten=Flügel 400. Theile und besondere Zergliederungen sich befinden. Wer nun Belieben trägt, diese der Natur nachahmende Machine zu sehen, dem stehet jeden Tag Nachmittags um 3. und auch 5. Uhr der Zutritt offen, gegen Erlag 36. kr. in dem vordern- und 18. kr. in dem hintern Platz; zwischen dieser Zeit ist man ehrbietig, die innerliche Structur u. Zusammensetzung derer Machinen, nebst einer kleinen Auslegung zu zeigen, wofür jede Person, wann ein hinlänglicher Numerus vorhanden, 36. kr. besonders zu erlegen; Standes-Personen und andern vornehmen Familien wird man zu selbst beliebiger Zeit, Vormittags oder Abends geziemend aufwarten, und die Remuneration deren eigenen Generosität anheimstellen. [...]“
1755 verpfändete der Besitzer die Automaten dem Handelskontor der Brüder Pflüger in Nürnberg; erst 1781 wurden sie von Friedrich Nicolai wiederentdeckt. Daraufhin erwarb Gottfried Christoph Beireis die drei Automaten und ließ sie durch den Mechaniker Johann Georg Bischoff aus Nürnberg reparieren. 1805 besuchte Johann Wolfgang von Goethe dessen Raritätenkabinett und beschrieb auch die noch eingeschränkt funktionierende Ente. Nach Beireis’ Tod kamen die Automaten in den Besitz des Geheimrats von Harlem in Berlin, wurden wegen eines Gerichtsstreits jedoch einige Zeit im Berliner Schloss aufbewahrt. Schließlich erwarben Georges Dietz und Johann Bartholome Rechsteiner, die mit einem fahrenden Automatenmuseum durch Europa reisten, die Mechanische Ente aus dem Besitz eines Professors Döbler. Rechsteiner reparierte die Ente in dreieinhalbjähriger Arbeit in Leipzig. Nach Fertigstellung brachte Dietz die Ente nach Mailand, wo Rechsteiner erneut drei Monate daran arbeitete. 1844 wurde die Ente in der Mailänder Scala der Öffentlichkeit präsentiert, wo sie unter anderem Karl Otto Ludwig von Arnim sah. Weil Rechsteiner und andere in den folgenden Jahren eigene mechanische Enten bauten, ist der Verbleib der Vaucanson’schen Ente nicht sicher geklärt. Vermutlich wurde sie nach 1848 vom Kuriositätenkabinett Gassner angekauft und war zuletzt in Charkiw zu sehen, wo die Sammlung durch einen Brand zerstört wurde.

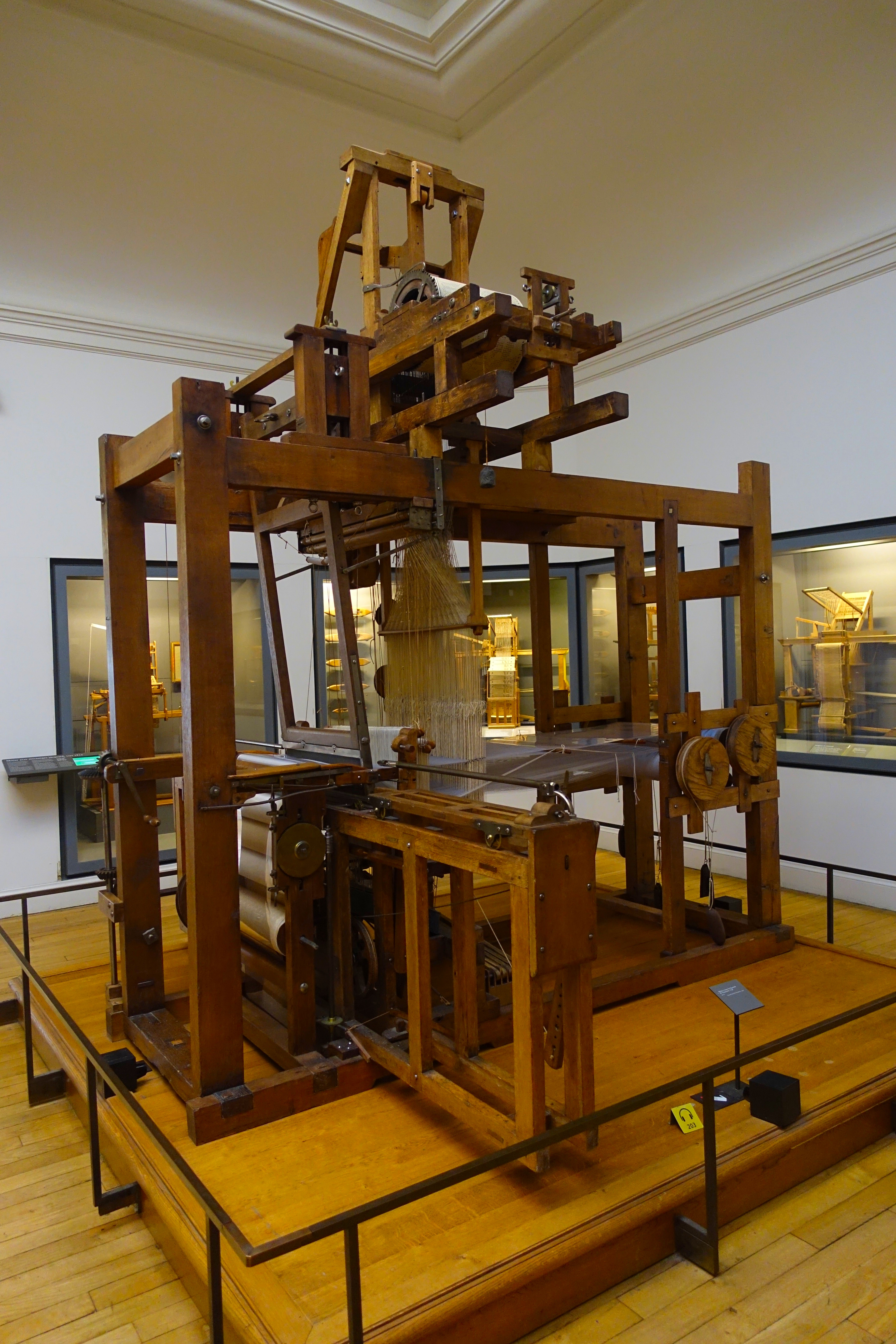
Vaucansons Webstuhl, 1740er Jahre, Paris, Musée des arts et métiers.

Vaucansons Traum war es, einen künstlichen Menschen mit zirkulierendem Blut zu erschaffen, das Projekt wurde jedoch nie verwirklicht. In den Jahren als Generalinspekteur baute Vaucanson kaum noch Automaten. Lediglich von einer mechanischen Schlange für eine Theateraufführung von Marmontels Drama Kleopatra (1750) ist die Rede. Keiner seiner zahlreichen Automaten ist erhalten geblieben, sieht man von einer Leier spielenden Frauenfigur im Pariser Musée des arts et métiers ab, die ihm zugeschrieben wird.

### Webstühle
1745 stellte Vaucanson den ersten automatischen Webstuhl für einfarbige Gewebe her, was ihm zu weiter Bekanntheit verhalf. Im Januar 1748 entwickelte Vaucanson auch einen automatischen Webstuhl für gemusterte Gewebe, dazu kam ein perforierter Zylinder zum Einsatz. Der heute erhaltene Webstuhl in der Sammlung des Musée des arts et métiers ist eine Kombination aus beiden. Vaucanson war zwar nicht der erste, der einen solchen Zylinder mit Lochkarten nutzte, allerdings erschuf er den ersten mechanischen Lochkarten-Webstuhl und damit eine wichtige Inspiration für den Jacquard-Webstuhl, dessen Erfinder Joseph-Marie Jacquard 1804 Vaucansons Erfindung besichtigte und 1805 optimierte. Jacquard übernahm verschiedene mechanische Komponenten, tauschte den bestehenden Antriebszylinder gegen ein Prisma und integrierte ein durch Lochkarten programmierbares System. Ab 1815 wurde dieser Webstuhl vor allem in Frankreich angewendet und revolutionierte die Textilindustrie.

Hakenkette nach Vaucanson

### Sonstiges
Vaucanson erfand auch eine unendliche Hakenkette, die bei einem Drahtdurchmesser von d Millimeter ein Gewicht von 4 × d2 Kilogramm tragen kann, bei einem Drahtdurchmesser von 5 mm also 100 kg Gewicht.
1760 ersann er eine Drehmaschine mit prismatischen Führungsschienen, die später Henry Maudslay zu dessen wegweisenden Erfindungen inspirierte.

## Ehrungen
- 1746: Aufnahme in die Académie des sciences[3]
- 1820: Französische Bronzemedaille zu seinen Ehren

## Werke

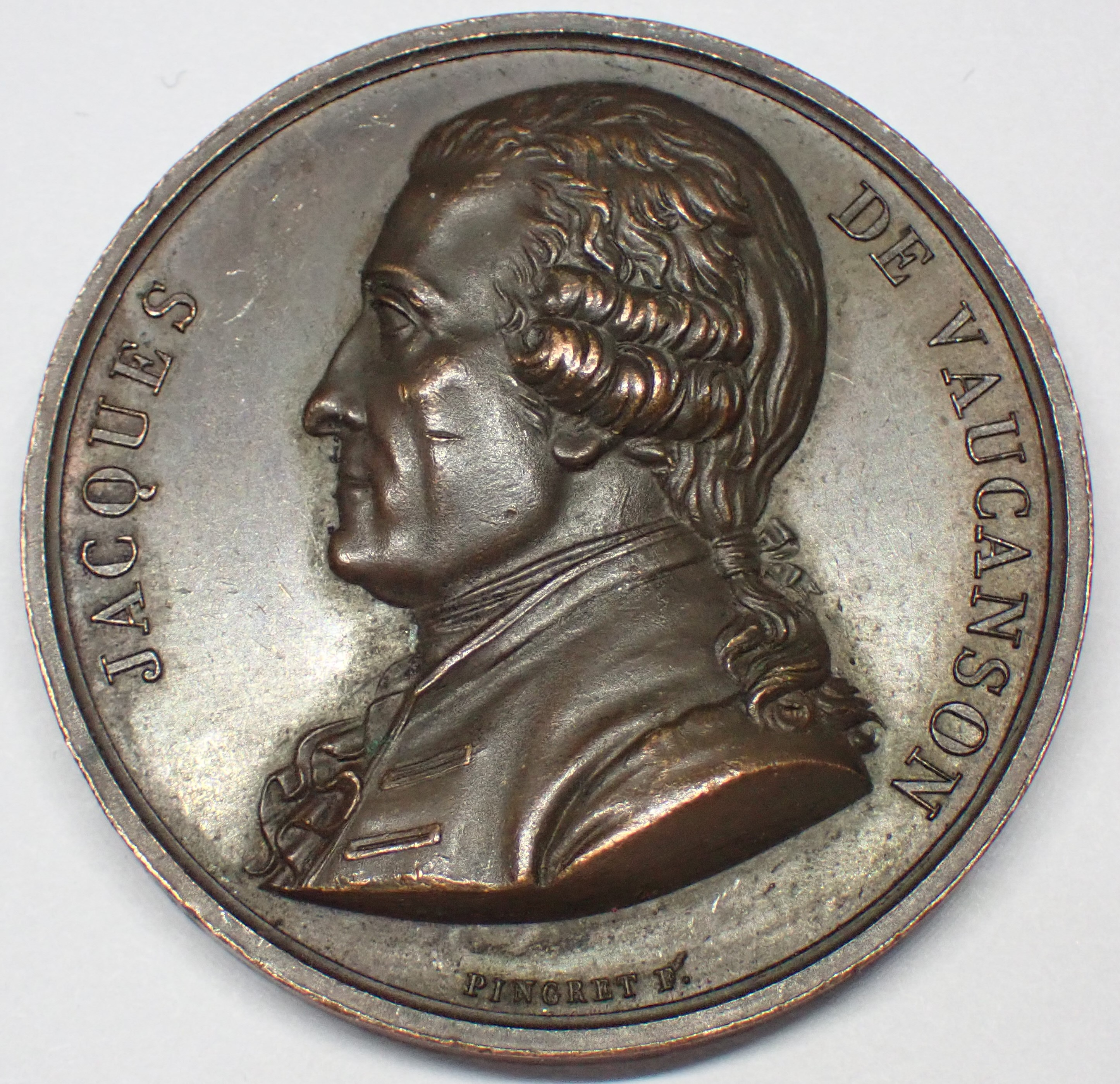
Französische Medaille auf Vaucanson aus dem Jahr 1820

- Französische Medaille auf Vaucanson aus dem Jahr 1820Le mécanisme du fluteur automate. Avec la description d'un canard artificiel, mangeant, beuvant, digerant & se vuidant … imitant en diverses manières un canard vivant …. Et aussi celle d’une autre figure … jouant du tambourin & de la flute. Paris 1738. Digitalisat via Gallica
  - Deutsche Ausgabe: Beschreibung eines mechanischen Kunst-Stucks, und Automatischen Flöten-Spielers, …. Augsburg 1748. Digitalisat via Staatsbibliothek Berlin
- Construction d’un nouveau tour à filer la soie des cocons. In: Histoire de l’Académie royale des sciences / Mémoires de mathématique et de physique. Paris 1749, S. 142–164. Digitalisat via Gallica
  - Deutsche Ausgabe: Beschreibung der Einrichtung einer neuen Winde zu Abwindung der Seide von den Seidenbälglein. Berlin 1763. Digitalisat via thulb
- Sur une machine propre à moirer les étoffes de soie. In: Histoire de l’Académie royale des sciences / Mémoires de mathématique et de physique. Paris 1769, S. 5–13. Digitalisat via Gallica